# 雅典娜冰川
68°56′S 64°0′W / 68.933°S 64.000°W
雅典娜冰川是南極洲的冰川，位於葛拉漢地的鮑曼海岸，全長16公里，在1947年8月由英國探險隊拍攝空中照片，以希臘神話的女神雅典娜命名。